# Moussonia septentrionalis
Moussonia septentrionalis är en tvåhjärtbladig växtart som först beskrevs av D.L. Denham och Conrad Vernon Morton, och fick sitt nu gällande namn av Wiehler. Moussonia septentrionalis ingår i släktet Moussonia och familjen Gesneriaceae. Inga underarter finns listade i Catalogue of Life.